# Jazz sacro
Il jazz sacro, o religioso, è musica jazz composta ed eseguita con fini religiosi. Nasce incorporando aspetti della musica sacra afroamericana, compresi gli spiritual, gli inni e i gospel di cui i musicisti jazz eseguivano spesso delle interpretazioni come parte del loro repertorio.

## Storia
(Antonio Pellegrini, Blues. La musica del diavolo)
Solo dopo la guerra alcuni musicisti jazz hanno iniziato a comporre ed eseguire musica liturgica o di espressione più genericamente religiosa, traendo elementi dalla musica gospel. Mahalia Jackson e Rosetta Tharpe hanno contribuito al gospel e al jazz sacro, insieme alla pianista e compositrice Mary Lou Williams, nota per le sue Messe Jazz negli anni '50, e a Duke Ellington. Ellington incluse Come Sunday e Twenty-third Psalm in Black, Brown and Beige, che registrò nel 1958 con Mahalia Jackson.
I cambiamenti sociali degli anni '60 comprendevano cambiamenti nell'atteggiamento verso le arti, sia nella Chiesa cattolica romana che in quella protestante, che lentamente si aprirono all'uso liturgico del jazz. Mary Lou Williams continuò a comporre jazz sacro, tra cui il suo Black Christ of the Andes (1964) in onore di Martin De Porres, appena canonizzato, mentre Duke Ellington scrisse tre Concerti Sacri: 1965 - A Concert of Sacred Music; 1968 - Second Sacred Concert; 1973 - Third Sacred Concert. Altri artisti, tra cui John Coltrane, Dave Brubeck, Lalo Schifrin e Vince Guaraldi, hanno eseguito e registrato importanti opere di jazz sacro. La maggior parte delle opere erano di tradizione cristiana, ma alcune erano ispirate alle tradizioni religiose asiatiche e africane, come A Love Supreme di John Coltrane, Universal Consciousness di Alice Coltrane e Karma di Pharoah Sanders.
Una delle figure più popolari nella forma moderna del genere è il sassofonista afroamericano Kirk Whalum, la cui fusione di jazz e musica Black Gospel ha ottenuto una serie di candidature ai Grammy Award e diverse album bestseller.

## Messa jazz
Una forma di jazz sacro è la messa jazz: anche se la maggior parte delle volte viene eseguita in un concerto piuttosto che durante la liturgia vera e propria, ci sono diversi esempi di composizione di messe jazz. Tra i compositori di messe jazz si annovera Mary Lou Williams, che, disillusa dalla sua vita di artista secolare, si convertì al cattolicesimo nel 1957 e compose tre messe nell'idioma jazz. Una fu composta nel 1968 per commemorare il recente (aprile 1968) assassinio di Martin Luther King e la terza fu commissionata da un'autorità pontificia. Fu eseguita una volta nel 1975 nella Cattedrale di San Patrizio a New York. Williams componeva musica di ispirazione sacra e sosteneva la causa del jazz sacro come parte della propria vocazione spirituale. 
Nel 1966 Joe Masters registrò Jazz Mass per Columbia Records. Un complesso jazz era affiancato da solisti e coro, utilizzando il testo inglese della Messa cattolica romana. Altri esempi sono Jazz Mass in Concert di Lalo Schifrin (1998) e Jazz Mass di Vince Guaraldi (1965). In Inghilterra il compositore classico Will Todd ha registrato la sua Jazz Missa Brevis con un ensemble jazz, solisti e le St Martin's Voices in una pubblicazione Signum Records del 2018, Passion Music/Jazz Missa Brevis, pubblicata anche come Mass in Blue, e l'organista jazz James Taylor compose The Rochester Mass (Cherry Red Records, 2015). Nel 2013 Versace ha proposto il bassista Ike Sturm e la compositrice newyorkese Deanna Witkowski come esempi contemporanei di jazz sacro e liturgico.
Sebbene intitolata messa, l'Abyssinian Mass di Wynton Marsalis non è una versione della Messa cattolica, ma una fusione delle tradizioni di New Orleans e il jazz delle big band con la liturgia cattolica afroamericana, della quale include le scritture, la preghiera, il sermone, la processione ed l'inno di chiusura.
Il pianista Cyrus Chestnut è cresciuto eseguendo gospel e ascoltando jazz a Baltimora prima di ottenere un master al Berklee College of Music. Ha costantemente registrato e suonato jazz sacro nel corso della sua carriera di successo. Versace ha offerto profili dettagliati di Witkowski e Sturm e brevi profili di molti altri contributori al movimento del jazz sacro. Dopo il 1990 Charles Gayle compose, eseguì e registrò frequentemente jazz sacro nel linguaggio del free jazz suonando numerosi strumenti con vari musicisti jazz.